# زبان دالماسیایی
زبان دالماسیایی زبانی مرده که از شاخه زبان‌های رومی‌تبار بود که در بالکان بدان تکلم می‌شد. گویش راگوسایی این زبان زمانی زبان رسمی جمهوری راگوسا در قرن نوزدهم بود. بیشتر متکلمین این زبان در کشورهای امروزی کرواسی و مونته‌نگرو زندگی می‌کردند.
در سال ۱۸۹۸ توئونه اودائینا آخرین متکلم بومی این زبان در پی یک بمب گذاری کشته شد و این زبان از همان زمان از میان رفته و مرده قلمداد شد. یکسال پیش از قتل اوداینا، ماتیو جولیو بارتولی زبانشناس مشهور ایتالیایی با وی دیدار کرده و بیش از ۲۸۰۰ لغت و شعر و ترانه و داستان دالماتی را از وی شنیده و ثبت کرده بود. پس از این حادثه وی آثار بدست آورده از دالماسیایی را در زبان ایتالیایی و سپس ترجمه آلمانی چاپ و منتشر نمود. 